# Siphlonurus quebecensis
Siphlonurus quebecensis är en dagsländeart som först beskrevs av Léon Abel Provancher 1878.  Siphlonurus quebecensis ingår i släktet Siphlonurus och familjen simdagsländor. Inga underarter finns listade i Catalogue of Life.